# Aquí el segundo programa
Aquí el segundo programa fue un programa musical emitido por Televisión Española en la temporada 1964-1965, con presentación de Joaquín Soler Serrano, realización de Eugenio Pena —y posteriormente Sergi Schaaf— y guiones de Artur Kaps.

## Formato
Se trata de uno de los programas estrenados en la por entonces recién nacida segunda cadena de TVE (La 2), entonces conocida como UHF.
En línea con el carácter minoritario que ya entonces tenía el canal, el programa se presentaba en un ambiente intimista y exclusivo, condicionado por la personalidad de su presentador. 
Contó con actuaciones de artistas como Diana Dors, El Dúo Dinámico, Juanito Valderrama y Dolores Abril, Nana Mouskouri, Lola Flores, Dyango, Johnny Hallyday, Massiel, Marujita Díaz, Luisito Rey  o Rocío Jurado.
Se incluían semanalmente monólogos del humorista Miguel Gila.